# Маттео II Вісконті
Маттео II (*Matteo II бл. 1319, Мілан — 29 вересня 1355, Саронно) — сеньйор Мілану в 1354—1355 роках.

## Життєпис

### Вигнання
Походив з династії Вісконті. Син Стефано Вісконті, графа Арони, та Валентини Доріа. Молоді роки провів у містах Арона і Мілан. У 1337 році втратив батька. після цього остаточно перебрався до Мілану.
У липні 1340 року Маттео разом з братами Галеаццо і Бернабо брав участь у змові проти своїх стрийків Лукіно і Джованні, що правили Міланом. Змову було викрито, а Маттео разом з братами вигнано з Мілана.
У 1342 році Маттео одружився з донькою правителя міста Реджо. У 1346 році разом з братами знову повстав проти Лукіно і Джованні, але зазнав поразки. Маттео було заслано до Монферрата.
Після смерті Лукіно в 1349 році архієпископ Джованні Вісконті, зробився одноосібним правителем Мілана, дозволив своїм Маттео з братами повернутися і зробив їх своїми спадкоємцями.

### Синьйор
Після смерті Джованні Вісконті в 1354 році його володіння були розділені між трьома братами Вісконті. При цьому Маттео отримав П'яченцу, Лоді, Парму, Болонью, Понтремолі, Монцу, Боббіо і Сан-Донніні. Городяни Болоньї незабаром проголосили незалежність, чому Маттео II не став на заваді.
У вересні 1355 року помер від отруєння. Мати братів Вісконті, Валентина Доріа, в своєму заповіті звинувачувала Галеаццо і Бернабо у вбивстві Маттео. Після смерті старшого брата двоє інших розділили його володіння і продовжили правити удвох.

## Родина
Дружина — Джільола, донька Філіпп Гонзаго, синьйора Реджо
Діти:
- Катерина (1342—1382), дружина Бертольдо д'Есте
- Андреола (д/н-1376), аббатиса